# Tatsusaburō Nakayama
Pour les articles homonymes, voir Nakayama (homonymie).
Tatsusaburō Nakayama (中山 辰三郎, Nakayama Tatsusaburō, 1870-1933) est le 3e grand maître du Shindō Yōshin-ryū. Il est célèbre en tant que professeur de Hironori Ōtsuka, fondateur du wadō-ryū.

## Sources
- (ja) Cet article est partiellement ou en totalité issu de l’article de Wikipédia en japonais intitulé « 中山辰三郎 » (voir la liste des auteurs).